# Chronologie du punk rock
Cette chronologie présente les dates marquantes du mouvement musical punk, de ses débuts dans les années 1960 à aujourd'hui.

## 1959
- Single :
  - The Phantom - Love Me (rock 'n' roll)

## 1960
- Nouveau groupe :
  - The Sonics, groupe de garage rock

## 1962
- Single :
  - The Tempests (en) - Rockin' Rochester USA

## 1963
- Singles :
  - The Kingsmen - Louie Louie[1],[2]
  - The Trashmen - Surfin' Bird[3],[4]

## 1964
- Nouveaux groupes :
  - The Monks
  - Motor City Five (MC5)[5]
  - Los Saicos[6]
  - The Who
- Single :
  - The Kinks - You Really Got Me[7]

## 1965
- Nouveaux groupes :
  - The Flamin' Groovies
  - The Fugs
  - The Seeds[8]
  - The Velvet Underground[5]
- Albums :
  - The Sonics - Here Are the Sonics

## 1967
- Nouveaux groupes :
  - The Deviants
  - The Stooges[5]
- Album : 
  - The Velvet Underground - The Velvet Underground and Nico

## 1968
- Nouveau groupe :
  - The Dogs (Michigan) (en)
- Album : 
  - The Velvet Underground - White Light/White Heat
- Événement :
  - Le groupe MC5 joue à la Convention nationale démocrate à Chicago.

## 1969
- Nouveau groupe :
  - Brownsville Station
- Albums :
  - MC5 - Kick Out the Jams
  - The Stooges - The Stooges
  - The Velvet Underground - The Velvet Underground
  - The Flamin' Groovies : Supersnazz
- Événement :
  - Dans Rolling Stone, Lester Bangs écrit que MC5 sont « une bande de punks de seize ans en plein trip de méthadone »[9].

## 1970
- Nouveaux groupes :
  - Bazooka Joe
  - Kilburn and the High Roads (en), groupe de pub rock formé par Ian Dury.
  - The Modern Lovers
  - Pink Fairies
  - Ruby and the Rednecks (en)
  - Suicide
- Albums :
  - MC5 - Back in the USA
  - The Stooges - Fun House
- Événement :
  - Le duo Suicide réalise une performance artistique appelée Punk Best, annoncée par des flyers où il est écrit « Punk Music by Suicide »[9].

## 1971
- Nouveaux groupes :
  - Death
  - Dr. Feelgood (pub rock)
  - Hollywood Brats (en)
  - The New York Dolls, groupe qualifié de « glam punk »[10]
- Album :
  - MC5 - High Time
- Événements :
  - Mars : le journaliste John Mendelsohn parle de « punk garage » dans Rolling Stone à propos des groupes d'adolescents[11].
  - Avril : Mike Saunders traite les Flamin' Groovies de « médiocre groupe punk » dans The Rag[11].
  - L'écrivain Dave Marsh (en) utilise le terme de « punk-rock » dans son magazine Creem pour décrire le genre de musique du groupe Question Mark and the Mysterians[11].

## 1972
- Nouveaux groupes :
  - Devo[12]
  - Electric Eels[13]
  - The Fast
  - Neon Boys, avec Tom Verlaine et Richard Hell.
  - Queen Elizabeth, avec Wayne County.
  - The Real Kids
  - Sniper (en), avec Jeff Hyman (futur Joey Ramone).
  - The Stilettos, groupe qui comprendra notamment Chris Stein et Debbie Harry.
  - The Strand, groupe de Steve Jones et Paul Cook, qui deviendra ensuite les Sex Pistols.
  - Street Punk[14]
- Albums :
  - Nuggets: Original Artyfacts from the First Psychedelic Era, 1965-1968[15]
- Séparation :
  - MC5
- Événement :
  - Le batteur des New York Dolls, Billy Murcia, meurt alors que le groupe fait une tournée à Londres et il est remplacé par Jerry Nolan.

## 1973
- Nouveaux groupes :
  - Destroy All Monsters (en)
  - The Dictators
  - Dogs, groupe français.
  - Milk 'N' Cookies (en)
  - The Punks (en)
  - The Swankers, ex-The Strand, rejoint par Glen Matlock.
  - Television
- Albums :
  - The New York Dolls - New York Dolls
  - The Stooges - Raw Power
  - Neon Boys - Neon Boys
- Événement :
  - Ouverture du CBGB
  - Yves Adrien utilise fréquemment le mot « punk » dans Rock & Folk à propos des Stooges, du MC5, des Flamin' Groovies ou des New York Dolls. Il signe régulièrement ses articles par les pseudonymes Sweet Punk ou Eve Punk[16].

## 1974
- Nouveaux groupes :
  - The 101'ers, le premier groupe de Joe Strummer.
  - Blondie
  - Cherry Vanilla
  - Cock Sparrer, un groupe de pub rock.
  - Mumps (en)
  - Patti Smith Group
  - Radio Birdman
  - Ramones
  - Rocket from the Tombs[17]
  - The Saints
  - The Stranglers
  - Talking Heads
  - Tuff Darts
- Séparation :
  - The Stooges
  - The Modern Lovers
- Album :
  - The New York Dolls - Too Much Too Soon
  - Brownsville Station - School Punks
- Événement :
  - 31 mars : Le groupe Television commence une série de prestations au club CBGB's à New York. Ils sera rapidement rejoint par The Stillettos, Suicide, The Fast, Ramones et Blondie.

## 1975
- Nouveaux groupes :
  - The Adicts
  - The Boys
  - The Boomtown Rats
  - The Count Bishops (en)
  - The Dead Boys[18]
  - Eddie and the Hot Rods
  - Frankenstein[19]
  - The Heartbreakers
  - London SS
  - Pere Ubu[17]
  - The Runaways
  - Sex Pistols
  - The Shirts (en)
  - Slaughter and The Dogs
  - Starshooter
  - The Suicide Commandos
  - The Undertones
  - Wayne County and the Electric Chairs
- Albums :
  - Dictators - The Dictators Go Girl Crazy
  - Patti Smith - Horses
- Singles :
  - Pere Ubu - 30 Seconds Over Tokyo
  - Television - Little Johnny Jewel
- Séparations :
  - Electric Eels
  - The New York Dolls
  - Rocket from the Tombs
- Événements :
  - Le groupe Television enregistre une démo pour Island Records avec Brian Eno, mais le label décide finalement de ne pas les signer. Richard Hell quitte alors le groupe pour former The Heartbreakers avec l'ancien guitariste des New York Dolls, Johnny Thunders.
  - Création du fanzine Punk[16].
  - Malcolm McLaren et Vivienne Westwood ouvrent la boutique Sex à Londres.
  - Les Sex Pistols jouent en première partie du groupe Bazooka Joe dont le chanteur, Stuart Goddard, prend quelque temps après le nom d'« Adam Ant » et forme son propre groupe de punk, Adam and the Ants.
  - Les mots « punk » et « punk rock » commencent à être utilisés dans le sens qu'on leur connait aujourd'hui, et de façon régulière[20].

## 1976
- Nouveaux groupes :
  - 999
  - The Adverts
  - The Art Attacks
  - Buzzcocks
  - The Clash
  - The Cramps
  - The Damned
  - Dead Boys
  - Eater
  - The Flowers of Romance
  - Generation X
  - The Jam
  - London
  - Masters of the Backside
  - Métal Urbain
  - Penetration
  - Richard Hell and the Voidoids
  - Sham 69
  - Siouxsie and the Banshees
  - The Slits
  - Subway Sect
  - UK Subs
  - The Vibrators
  - Wire
  - X-Ray Spex
- Albums :
  - Blondie - Blondie
  - The Ramones - Ramones
  - The Modern Lovers - The Modern Lovers (enregistré entre 1971 et 1973, disponible en 1976)
  - Patti Smith Group - Radio Ethiopia
- Singles :
  - Ramones : Blitzkrieg Bop (février), I Wanna Be Your Boyfriend (octobre)
  - The Saints : (I'm) Stranded (septembre)
  - The Damned : New Rose (22 octobre)
  - Sex Pistols : Anarchy in the U.K. (26 novembre)
  - Richard Hell and the Voidoids : Blank Generation
- Événements :
  - The Ramones font leur première apparition en dehors des États-Unis en première partie du groupe Flamin' Groovies à Londres.
  - Marc Zermati organise le premier festival punk de Mont-de-Marsan, avec The Damned, Eddie and the Hot Rods, Dr. Feelgood, Bijou, Little Bob Story...
  - Malcolm McLaren organise un festival sur deux jours les 20 et 21 septembre au 100 Club sur Oxford Street à Londres. Le festival réunit notamment Subway Sect, Siouxsie and the Banshees, The Clash, les Sex Pistols, Stinky Toys, Chris Spedding, The Vibrators, The Damned et les Buzzcocks.
  - Sniffin' Glue, le fanzine punk de Mark Perry, commence à paraître. Perry forme peu après le groupe Alternative TV.
  - The Damned, The Saints et les Sex Pistols sortent leurs premiers disques : respectivement New Rose, (I'm) Stranded et Anarchy in the U.K..
  - Les Sex Pistols, The Damned et The Clash commencent l’Anarchy Tour en novembre.
  - Le 1er décembre, les Sex Pistols et plusieurs membres du Bromley Contingent (notamment la chanteuse Siouxsie Sioux de Siouxsie and the Banshees et le bassiste Steven Severin) font une apparition en direct sur la chaîne ITV. Lors de leur interview par William Grundy, ils profèrent de nombreuses grossièretés, qui n'avaient alors jamais été entendues dans un programme de télévision, et font preuve d'une attitude provocante. Plusieurs journaux comme le Daily Mirror consacrent une large part à l'incident dans leur édition du lendemain.

## 1977
- Nouveaux groupes :
  - Alternative TV
  - Angelic Upstarts
  - Big in Japan
  - Black Flag
  - Crass
  - Desperate Bicycles
  - The Diodes
  - The Fall
  - The Germs
  - Ebba Grön
  - Nina Hagen
  - Magazine
  - The Members
  - The Misfits
  - The Nipple Erectors
  - The Rezillos
  - Rich Kids
  - The Skids
  - Stiff Little Fingers
  - Warsaw (qui deviendra Joy Division)
  - X
- Albums :
  - Blondie - Plastic Letters
  - The Boomtown Rats - The Boomtown Rats
  - The Boys - The Boys
  - Buzzcocks - Spiral Scratch (EP)
  - The Clash - The Clash (UK release)
  - The Damned - Damned Damned Damned, Music for Pleasure
  - The Dead Boys - Young Loud and Snotty
  - The Dictators - Manifest Destiny
  - The Heartbreakers - L.A.M.F.
  - Richard Hell and the Voidoids - Blank Generation
  - The Jam - In the City, This is the Modern World
  - The Ramones - Leave Home, Rocket to Russia
  - Iggy Pop - The Idiot, Lust for Life
  - Radiators From Space - TV Tube Heart
  - The Saints - (I'm) Stranded
  - Sex Pistols - Never Mind the Bollocks, Here's the Sex Pistols
  - The Stranglers - Rattus Norvegicus, No More Heroes
  - Stinky Toys - Stinky Toys
  - Suicide - Suicide
  - The Suicide Commandos : Make A Record
  - Talking Heads - Talking Heads : 77
  - Television - Marquee Moon
  - Throbbing Gristle - The Second Annual Report
  - The Vibrators : Pure Mania
  - Warsaw Pakt - Needle Time!
  - Wire - Pink Flag
- Singles :
  - The Clash - White Riot, Complete Control
  - The Police - Fall Out
  - Sex Pistols - God Save the Queen, Pretty Vacant, Holidays in the Sun
  - Métal urbain - Panik
  - The Adverts - Gary Gilmore's Eyes
  - Generation X - Your Generation
  - Buzzcocks - Orgasm Addict
  - Starshooter - Pin Up Blonde
  - Stinky Toys - Boozy Creed
- Séparations :
  - The Heartbreakers
  - London
- Événements :
  - En janvier, les Clash font l'ouverture du club The Roxy à Londres.
  - Howard Devoto quitte les Buzzcocks pour former Magazine.
  - Le bassiste des Sex Pistols, Glen Matlock, est renvoyé du groupe et remplacé par Sid Vicious. Matlock forme son propre groupe, The Rich Kids.
  - The Stranglers embarquent pour un tour du monde de trois mois en mai. Ils sont accompagnés du groupe London.
  - Le single God Save the Queen des Sex Pistols sort le 27 mai et devient numéro 2 des ventes en Grande-Bretagne. Il est censuré par la BBC Radio 1.
  - En juin, les Sex Pistols louent un bateau pour descendre la Tamise à l'occasion de la célébration du jubilé de la reine Élisabeth II. Les forces de police maintiennent le bateau à quai et plusieurs fans des Sex Pistols sont arrêtés, ainsi que le manager du groupe Malcolm McLaren, Vivienne Westwood, et les membres de Bromley Contingent Tracie O'Keefe et Debbie Juvenile.
  - Deuxième édition du festival punk de Mont-de-Marsan, avec The Damned, The Clash, The Boys, The Police, Eddie and the Hot Rods, Asphalt Jungle, Bijou, etc.
  - Le DJ du club The Roxy, Don Letts, commence à filmer The Punk Rock Movie.
  - Le 28 octobre, l'album des Sex Pistols Never Mind the Bollocks, Here's the Sex Pistols sort chez Virgin Records et devient premier des ventes britanniques bien qu'il ne soit pas mis en vente dans la plupart des disquaires.

## 1978
- Nouveaux groupes :
  - The Angry Samoans
  - The B-52's
  - Bad Brains
  - Dead Kennedys
  - Descendents
  - D.O.A.
  - Fatal Microbes
  - Hüsker Dü
  - Optics
  - Peter and the Test Tube Babies
  - The Plasmatics
  - Public Image Limited (PiL)
  - The Rancid X
  - Vice Squad
- Séparations :
  - The Dead Boys
  - Radio Birdman
  - Sex Pistols
  - Television
- Albums :
  - 999 - 999, Separates
  - Adam and the Ants - Dirk Wears White Sox
  - The Adverts - Crossing the Red Sea with The Adverts
  - Alternative TV - The Image Has Cracked, Vibing Up the Senile Man
  - The Avengers - Avengers (EP)
  - Big in Japan - From Y to Z and Never Again (EP)
  - Blondie - Parallel Lines
  - The B-52's - The B-52's
  - The Boomtown Rats - A Tonic For The Troops
  - Buzzcocks - Another Music in a Different Kitchen, Love Bites
  - Cherry Vanilla - Bad Girl
  - The Clash - Give 'Em Enough Rope
  - The Cortinas - True Romances
  - Wayne County and the Electric Chairs - Wayne County and the Electric Chairs
  - Crass - The Feeding of the 5000
  - The Dead Boys - We Have Come for Your Children
  - Desperate Bicycles - New Cross New Cross (EP)
  - Devo - Q: Are We Not Men? A: We Are Devo!
  - The Dictators - Bloodbrothers
  - Eater - Get Your Yo Yos Out (EP)
  - Generation X - Generation X
  - Nina Hagen Band -  Nina Hagen Band
  - The Jolt - The Jolt
  - London - Animal Games
  - The Lurkers - Fulham Fallout
  - Johnny Moped - Cycledelic
  - The Only Ones - The Only Ones
  - Penetration - Moving Targets
  - Pere Ubu - The Modern Dance
  - Public Image Limited - Public Image
  - The Ramones - Road to Ruin
  - The Rancid X- Voices
  - The Rezillos - Can't Stand the Rezillos
  - Rich Kids - Ghosts Of Princes In Towers
  - The Saints - Eternally Yours
  - Sham 69 - Tell Us the Truth, That's Life
  - Siouxsie and the Banshees - The Scream
  - Slaughter and the Dogs - Do It Dog Style
  - The Stranglers- Black and White
  - Talking Heads - More Songs About Buildings and Food
  - Television - Adventure
  - Television Personalities - Where's Bill Grundy Now? (EP)
  - Throbbing Gristle - D.o.A: The Third and Final Report
  - The Vibrators - Pure Mania
  - Wire - Chairs Missing
  - Wreckless Eric - Wreckess Eric (album), The Wonderful World of Wreckless Eric
  - X-Ray Spex - Germ Free Adolescents
- Singles :
  - The Clash - Clash City Rockers, (White Man) In Hammersmith Palais, Tommy Gun
  - Stiff Little Fingers - Suspect Device, Alternative Ulster
  - The Undertones - Teenage Kicks
  - Blondie - Hanging on the Telephone
- Événements :
  - Johnny Rotten quitte les Sex Pistols en janvier après une tournée aux États-Unis.
  - Sid Vicious, le bassiste des Sex Pistols, est accusé du meurtre de sa petite amie Nancy Spungen qui est retrouvée morte au matin du 12 octobre à New York.
  - Au printemps : festival Rock Against Racism au Victoria Park de Londres, avec The Clash, X-Ray Spex, The Ruts, Sham 69, Generation X...
  - Le cinéaste Derek Jarman sort un film culte sur l'univers punk, Jubilee, avec Adam Ant, Toyah Willcox, Siouxsie and the Banshees, et Jordan.
  - Brian James quitte The Damned et fonde Tanz Der Youth.
  - Le groupe Blondie achève son tour du monde avec son troisième album, Parallel Lines, un mélange du style pop-garage des années 1960 et de l'énergie du punk.

## 1979
- Nouveaux groupes :
  - Cockney Rejects
  - Cyclope
  - MDC
  - The Big Boys
  - The Rebels
  - The Replacements
  - The Teen Idles
  - TSOL
  - Social Distortion
- Séparations :
  - The Adverts
  - Penetration
  - X-Ray Spex
- Albums :
  - The Adverts - Cast of Thousands
  - Blondie - Eat to the Beat
  - Buzzcocks - Singles Going Steady
  - Chelsea - Chelsea
  - Cherry Vanilla - Venus D Vinyl
  - The Clash - London Calling
  - Wayne County and the Electric Chairs - Storm the Gates of Heaven, Things Your Mother Never Told You
  - Crass - Stations of the Crass
  - The Damned - Machine Gun Etiquette
  - Descendents - Ride the Wild/It's a Hectic World
  - Devo - Duty Now For the Future
  - The Dickies - The Incredible Shrinking Dickies, Dawn of the Dickies
  - Fatal Microbes - Violence Grows (EP)
  - The Germs - (GI)
  - The Members - At The Chelsea Nightclub
  - Joy Division - Unknown Pleasures
  - Nina Hagen Band - Nina Hagen Band
  - The Outcasts - Self Conscious Over You
  - Public Image Limited - Metal Box
  - The Ramones - It's Alive (album live)
  - Sham 69 - The Adventures of Hersham Boys
  - Siouxsie and the Banshees - Join Hands
  - The Slits - Cut
  - Stiff Little Fingers - Inflammable Material
  - Swell Maps - A Trip to Marineville
  - Talking Heads - Fear of Music
  - The Undertones - The Undertones
  - The Vibrators - V2
  - The Weirdos - Who? What? When? Where? Why? (EP)
  - Wire - 154
  - Wreckless Eric - The Whole Wide World
- Événement :
  - Sid Vicious, le bassiste des Sex Pistols, meurt d'une overdose d'héroïne à l'âge de 21 ans.

## 1980
- Nouveaux groupes :
  - The Adolescents
  - Bad Religion
  - Circle Jerks
  - Ism
  - Minutemen
  - 7 Seconds
  - Terveet Kädet
  - Minor Threat
- Séparations :
  - Joy Division
  - The Teen Idles
  - The Germs
- Albums :
  - The Angry Samoans - Inside My Brain
  - Anti-Pasti - Four Sore Points
  - Blondie - Autoamerican
  - Circle Jerks - Group Sex
  - The Clash - Sandinista! (triple album)
  - The Damned - The Black Album (en)
  - Dead Kennedys - Fresh Fruit for Rotting Vegetables
  - Discharge - Realities of War, Fight Back, Decontrol (EP)
  - Jayne County - Rock & Roll Resurrection-Live!
  - Joy Division - Closer
  - Nina Hagen Band - Unbehagen
  - The Nipple Erectors - Only the End of the Beginning
  - The Nuns - The Nuns
  - Peter and the Test Tube Babies - Pissed & Proud
  - Plasmatics - New Hope for the Wretched
  - The Ramones - End of the Century
  - Snatch : Tu braques ou tu raques - Snatch (EP)
  - Stiff Little Fingers - Nobody's Heroes
  - Talking Heads - Remain in Light
  - The Teen Idles - Minor Disturbance (EP)
  - Toyah - Sheep Farming In Barnet
  - The Undertones - Hypnotised
  - Vice Squad - Last Rockers (EP)
  - The Weirdos - Action Design (EP)
  - X - Los Angeles
- Événements :
  - Ian Curtis, le chanteur de Joy Division, se suicide le 18 mai à l'âge de 23 ans. Les autres membres du groupe continuent à jouer ensemble et fondent le groupe New Order.
  - Darby Crash, le chanteur de The Germs, se suicide le 7 décembre à l'âge de 22 ans.
  - La cinéaste de documentaires Penelope Spheeris filme la scène punk de Los Angeles dans le célèbre The Decline of Western Civilization comprenant notamment des interviews de groupes du sud de la Californie : Alice Bag Band, Black Flag, Catholic Discipline, Circle Jerks, Fear, The Germs, et X.

## 1981
- Nouveaux groupes :
  - JFA (en)
  - Crimpshrine
- Séparations :
  - The Weirdos
  - Throbbing Gristle
- Albums :
  - The Adolescents - The Adolescents
  - Agent orange - Living in Darkness
  - Anti-Pasti - The Last Call...
  - Bad Religion - Bad Religion
  - Black Flag - Damaged
  - Crass - Penis Envy
  - The Dead Boys - Night Of The Living Dead Boys (Live)
  - Dead Kennedys - In God We Trust Inc.
  - Descendents - Fat
  - The Dictators - Fuck 'Em If They Can't Take a Joke
  - Discharge - Never Again
  - The Exploited - Punks Not Dead, On Stage (en)
  - Flux of Pink Indians - Neu Smell
  - Minutemen - The Punch Line
  - Plasmatics - Beyond the Valley of 1984
  - Ramones - Pleasant Dreams
  - The Replacements - Sorry Ma, Forgot to Take Out the Trash
  - 7 Seconds - Socially Fucked Up, 3 Chord Politics
  - Splodgenessabounds (en) - Splodgenessabounds
  - TSOL - T.S.O.L. (en), Dance with Me
  - The Undertones - Positive Touch
  - Vice Squad - Resurrection, No Cause for Concern, Live in Sheffield
  - X - Wild Gift
- Événement :
  - Henry Rollins devient le chanteur leader de Black Flag.

## 1982
- Nouveaux groupes :
  - Agnostic Front
  - Crucifucks
  - D.I.
  - Suicidal Tendencies
  - The Vandals
- Albums :
  - The Angry Samoans - Back from Samoa
  - Anti-Nowhere League - Anti-Nowhere League
  - Bad Brains - Bad Brains
  - Bad Religion - How Could Hell Be Any Worse?
  - Black Flag - Everything Went Black
  - Circle Jerks - Wild in the Streets
  - The Clash - Combat Rock
  - Crass - Christ The Album
  - The Damned - Strawberries
  - Dead Kennedys - Plastic Surgery Disasters
  - Descendents - Milo Goes to College
  - Discharge - Hear Nothing, See Nothing, Say Nothing
  - The Exploited - Troops of Tomorrow
  - Fear - The Record
  - Flipper - Generic Flipper
  - Flux of Pink Indians - Strive to Survive Causing the Least Suffering Possible
  - MDC - Millions of Dead Cops
  - The Replacements - Stink (EP)
  - Subhumans - The Day the Country Died
  - Vice Squad - Stand Strong Stand Proud
  - X - Under the Big Black Sun
- Événement :
  - Le 18 décembre, les membres des groupes Crass, The Mob, The Apostles et d'autres investissent le Zig Zag Club à l'ouest de Londres et organisent des concerts gratuits avec de nombreux groupes anarcho-punks.

## 1983
- Nouveaux groupes :
  - Bérurier noir
  - Dead Milkmen
  - NOFX
  - Samhain
- Séparations :
  - The Jam
  - Minor Threat
  - The Misfits
  - The Undertones
- Albums :
  - Agnostic Front - United Blood
  - Anti-Pasti - Caution in the Wind
  - Bad Brains - Rock for Light
  - Bad Religion - Into the Unknown
  - Circle Jerks - Golden Shower of Hits
  - Crass - Yes Sir, I Will
  - Die Toten Hosen - Opel-Gang
  - The Exploited - Let's Start a War... Said Maggie One Day
  - Ism - A Diet For The Worms
  - MDC - Multi-Death Corporations
  - Minor Threat - Out of Step
  - Minutemen - What Makes a Man Start Fires?
  - Newtown Neurotics - Beggars Can Be Choosers
  - Peter and the Test Tube Babies - The Mating Sounds Of South American Frogs
  - The Ramones - Subterranean Jungle
  - Social Distortion - Mommy's Little Monster
  - Subhumans - Time Flies... but Aeroplanes Crash
  - Suicidal Tendencies - Suicidal Tendencies
  - Violent Femmes - Violent Femmes
  - X (groupe punk) - More Fun in the New World
- Événements :
  - Mick Jones est renvoyé de The Clash.

## 1984
- Nouveaux groupes :
  - Lunchmeat (Soulside)
  - Sick of It All
  - The Offspring
  - The Unknowns
  - Vennaskond
- Séparations :
  - Bad Religion
  - Crass
  - The Members
- Albums :
  - Agnostic Front - Victim in Pain
  - Anti-Pasti - Anti-Pasti
  - Bad Religion - Back to the Known
  - Black Flag - Family Man, My War, Live In '84, Slip It In
  - Cyclope - Cyclope
  - D.I. - Team Goon
  - Flipper - Blow'n Chunks, Gone Fishin'
  - Flux of Pink Indians - The Fucking Cunts Treat Us Like Pricks
  - Hüsker Dü - Zen Arcade
  - MDC - Chicken Squawk (EP)
  - Minutemen - Double Nickels on the Dime
  - New Model Army - Vengeance
  - Talking Heads - Stop Making Sense (album et vidéo de concert, republié en 1999)
  - The Ramones - Too Tough to Die
  - The Replacements - Let It Be
  - 7 Seconds - The Crew
  - Subhumans - From the Cradle to the Grave

## 1985
- Séparation :
  - Minutemen
- Albums :
  - Black Flag - Loose Nut, In My Head
  - The Clash - Cut the Crap
  - Crucifucks - The Crucifucks
  - D.I. - Ancient Artifacts, Horse Bites Dog Cries
  - Dead Kennedys - Frankenchrist
  - Dead Milkmen - Big Lizard in my Back Yard
  - Descendents - I Don't Want to Grow Up, Bonus Fat
  - Die Toten Hosen - Unter Falscher Flagge
  - The Exploited - Horror Epics, Live at the White House
  - Hüsker Dü - Flip Your Wig, New Day Rising
  - Lunchmeat/Mission Impossible - Split 7"
  - NOFX - NOFX (EP, 1985)
  - Peter and the Test Tube Babies - The Loud Blaring Punk Rock Album
  - 7 Seconds - Walk Together, Rock Together
  - Subhumans - Worlds Apart
  - X - Ain't Love Grand!

## 1986
- Nouveaux groupes :
  - Flan System
  - Felis Ultramarinus
  - Propagandhi
  - Soulside
- Séparations :
  - Black Flag
  - The Clash
- Albums :
  - Agnostic Front - Cause for Alarm
  - Bad Brains - I Against I
  - Big Black - Atomizer
  - Dead Kennedys - Bedtime for Democracy
  - Dead Milkmen - Eat Your Paisley
  - Descendents - Enjoy! (en)
  - Die Toten Hosen - Damenwahl
  - Discharge - Grave New World
  - The Exploited - Totally Exploited, Jesus Is Dead
  - Gang Green - Drunk and Disorderly, Boston MA, Another Wasted Night
  - Hüsker Dü - Candy Apple Grey
  - The Ramones - Animal Boy
  - 7 Seconds - New Wind
  - Subhumans - EP-LP

## 1987
- Nouveaux groupes :
  - Big Drill Car
  - The Bouncing Souls
  - Fugazi
  - No Use for a Name
  - Public Nuisance
  - Rollins Band
  - Screeching Weasel
  - Operation Ivy
- Séparations :
  - Dead Kennedys
  - Hüsker Dü
  - Samhain
- Albums :
  - Agnostic Front - Liberty And Justice For...
  - Crucifucks - Wisconsin
  - Dead Kennedys - Give Me Convenience Or Give Me Death
  - Dead Milkmen - Bucky Fellini
  - Descendents - ALL, Liveage!
  - Die Toten Hosen - Never Mind the Hosen, Here's die Roten Rosen, Bis Zurn Bitteren Ende
  - The Exploited - Live and Loud!!, Death Before Dishonour
  - Hüsker Dü - Warehouse: Songs and Stories
  - MDC - This Blood's for You
  - Oi Polloi - Unite and Win
  - The Ramones - Halfway to Sanity
  - Soulside - Less Deep Inside Keeps
  - Suicidal Tendencies - Join the Army
  - X - See How We Are
- Événement :
  - Les groupes Bad Religion et Social Distortion se reforment.

## 1988
- Nouveaux groupes :
  - Anti-Flag
  - Sweet Children (le futur Green Day)
  - Jawbreaker
  - Pennywise
  - Public Nuisance
  - Samiam
  - Sublime
  - The Un Concern
- Séparation :
  - Big Black
- Albums :
  - Bad Religion - Suffer
  - Big Drill Car - Small Block (EP)
  - D.I. - What Good Is Grief to a God?
  - Descendents - Two Things at Once
  - Die Toten Hosen - Ein Kleines Bisschen Horroschau
  - The Exploited - Punk's Alive
  - Flipper - Sex Bomb Baby!
  - Fugazi - Fugazi (EP)
  - NOFX - Liberal Animation
  - Social Distortion - Prison Bound
  - Soulside - Trigger
  - X - Live at the whiskey A Go-go on the fabulous Sunset Strip

## 1989
- Nouveau groupe :
  - Green Day
- Séparations :
  - Crimpshrine
  - Operation Ivy
  - Soulside
- Albums :
  - Agnostic Front - Live at CBGB
  - Bad Brains - Quickness
  - Bad Religion - No Control
  - Big Drill Car - CD Type Thing
  - D.I. - Tragedy Again
  - Descendents - Hallraker
  - The Exploited - Live Lewd Lust
  - Fugazi - Margin Walker
  - Green Day - 1,000 Hours
  - NOFX - S&M Airlines
  - The Offspring - The Offspring
  - Operation Ivy - Energy
  - The Ramones - Brain Drain
  - Sick of It All - Blood, Sweat and No Tears
  - Soulside - Hot Bodi-gram
  - The Vandals - Peace Thru Vandalism/When in Rome Do as the Vandals

## 1990
- Nouveaux groupes :
  - Ash
  - The Casualties
  - Bikini Kill
  - Lagwagon
- Albums :
  - Bad Religion - Against the Grain
  - Dead Milkmen - Metaphysical Graffiti
  - Die Toten Hosen - 125 Jahre auf dem Kreuzzug ins Glück
  - Wreckless Eric - At the Shop
  - Fugazi - 13 Songs (compilation), Repeater
  - Green Day - 39/Smooth, Slappy
  - Jawbreaker - Unfun
  - The Mighty Mighty Bosstones - Devil's Night Out
  - No Use for a Name - Incognito
  - Peter and the Test Tube Babies - The $Hit Factory
  - Social Distortion - Social Distortion
- Événement :
  - Stiv Bators, le leader du groupe Dead Boys, meurt le 4 juin à la suite d'un accident de voiture.

## 1991
- Nouveaux groupes :
  - AFI
  - Glue Gun
  - Rancid
  - Unwritten Law
- Séparation :
  - Talking Heads
- Albums :
  - Bad Religion - '80-'85 (collection of old recordings)
  - Big Drill Car - Batch
  - The Casualties - 40oz Casualty EP
  - Descendents - Somery
  - Fugazi - Steady Diet of Nothing
  - Jawbreaker - Bivouac
  - Green Day - 1,039 Smoothed Out Slappy Hours (compilation des singles 1,000 Hours, 39/Smooth and Slappy)
  - No Use for a Name - Don't Miss the Train
  - NOFX - Ribbed
  - Operation Ivy - Energy (resortie de CD)
  - The Mighty Mighty Bosstones - Where'd You Go?, More Noise and Other Disturbances
  - Pennywise - Pennywise
  - Sublime - Jah Won't Pay the Bills
- Événements : 
  - Johnny Thunders, le pionnier du punk qui avait joué avec les New York Dolls et The Heartbreakers, meurt le 23 avril d'une overdose d'alcool et de méthadone à l'âge de 38 ans.
  - Le groupe Television se reforme pour enregistrer un nouvel album chez Capitol Records.
  - Tré Cool devient le batteur du groupe Green Day, remplaçant Al Sobrante qui a quitté le groupe pour se concentrer sur ses études.

## 1992
- Nouveaux groupes :
  - Blink-182
  - MxPx
  - The Living End
  - Reel Big Fish
  - Wreckless Eric + The Hitsville House Band
- Albums :
  - Agnostic Front - One Voice
  - Bad Religion - Generator
  - Blink-182 - Flyswatter
  - Die Toten Hosen - Learning English, Lesson One
  - Flipper - American Grafishy
  - Green Day - Kerplunk!
  - Lagwagon - Duh!
  - NOFX - The Longest Line, Maximum Rock and Roll, White Trash, Two Heebs and a Bean
  - Pennywise - A Word from the Wise/Wildcard
  - The Ramones - Mondo Bizarro
  - Sublime - 40 Oz. To Freedom
  - Television - Television
  - The Offspring - Ignition
  - Vennaskond - Rockpiraadid
  - Wreckless Eric + Eduardo Leal de la Galla  - At the Shop
- Événement :
  - Jerry Nolan, le batteur des New York Dolls, meurt le 14 janvier d'une méningite et d'une pneumonie.

## 1993
- Nouveaux groupes :
  - Millencolin
  - U.S. Bombs
  - The Unseen
- Séparation :
  - Cyclope
- Albums :
  - Agnostic Front - Last Warning
  - Bad Religion - Recipe for Hate
  - Blink-182 - Buddha
  - D.I. - Live at a Dive
  - Dead Milkmen - Beelzebubba
  - Die Toten Hosen - Kauf MICH!
  - Fugazi - In on the Kill Taker
  - Jawbreaker - 24 Hour Revenge Therapy
  - The Mighty Mighty Bosstones - Ska-Core, the Devil, and More
  - No Use for a Name - Daily Grind
  - Pennywise - Unknown Road
  - Propagandhi - How To Clean Everything
  - Rancid - Rancid
  - X - Hey Zeus!

## 1994
- Albums :
  - Bad Religion - Stranger Than Fiction
  - Big Drill Car - No Worse for the Wear
  - Blink-182 - Cheshire Cat
  - The Bouncing Souls - The Good, The Bad & The Argyle
  - D.I. - State of Shock
  - Glue Gun - Just Glü It
  - Green Day - Dookie
  - Lagwagon - Trashed
  - Less than Jake - Losers, Kings, and Things We Don't Understand
  - The Mighty Mighty Bosstones - Question the Answers
  - Home Grown - Smoking is a Cool 7-Inch
  - MxPx- Pokinatcha
  - NOFX - Punk in Drublic
  - The Offspring - Smash
  - Rancid - Let's Go!
  - Sublime - Robbin' the Hood
  - Weezer - Weezer (The Blue Album)
- Événements :
  - Pendant leur tournée Stranger Than Fiction, Brett Gurewitz quitte Bad Religion pour se concentrer sur l'activité de son label Epitaph Records. Brian Baker, le dernier guitariste de Minor Threat et Dag Nasty, le remplace.
  - Le groupe Glü Gun change son nom en Glue Gun.

## 1995
- Nouveaux groupes :
  - Black September
  - The Bus Station Loonies
  - Fenix*Tx
  - Me First and the Gimme Gimmes
  - The Restarts
  - Dropkick Murphys
  - Story Of The Year
- Séparations :
  - Big Drill Car
  - D.I.
  - Siouxsie and the Banshees
- Albums :
  - AFI - Answer That and Stay Fashionable
  - Agnostic Front - Raw Unleashed
  - ALL - Pummel
  - Bad Religion - All Ages
  - The Bouncing Souls - Maniacal Laughter
  - Crucifucks - Our Will Be Done
  - Die Toten Hosen - Love, Peace & Money
  - Face to Face - Big Choice
  - Fugazi - Red Medicine
  - Good Riddance - For God And Country
  - Green Day - Insomniac
  - Jawbreaker - Dear You
  - Ignite - Call On My Brothers
  - Lagwagon - Hoss
  - Less than Jake - Pezcore
  - Lifetime - Hello Bastards
  - Mike Watt - Ball-Hog or Tugboat?
  - Millencolin - Life on a Plate
  - MxPx - On The Cover, Teenage Politics
  - NOFX - I Heard They Suck Live!!
  - No Use for a Name - Leche Con Carne
  - Pennywise - About Time
  - The Ramones - ¡Adios Amigos!
  - Rancid - ...And Out Come the Wolves
  - Reel Big Fish - Everything Sucks
  - SNFU - The One Voted Most Likely To Succeed
  - Social Distortion - Mainliner: Wreckage From the Past (enregistré en 1981, disponible en 1995)

## 1996
- Nouveaux groupes :
  - Zebrahead
  - Autopilot Off
- Séparation :
  - The Ramones
- Albums :
  - AFI - Very Proud of Ya
  - Ash - 1977
  - Bad Religion - The Gray Race
  - The Bouncing Souls - Maniacal Laughter
  - Crucifucks - L.D. Eye
  - Descendents - Everything Sucks
  - Face to Face - Face to Face
  - Glue Gun - The Scene Is Not for Sale
  - Goldfinger - Goldfinger
  - H2O - H2O
  - Ignite - Past Our Means EP
  - Less Than Jake - Losing Streak
  - Millencolin - Life on a Plate
  - NOFX - Heavy Petting Zoo
  - Propagandhi - Less Talk, More Rock
  - Reel Big Fish - Turn the Radio Off
  - Social Distortion - White Light, White Heat, White Trash
  - Sublime - Sublime
  - Unwritten Law - Oz Factor
  - Vennaskond - Mina ja George
- Événements : 
  - Le bassiste Jason Thirsk du groupe Pennywise se suicide à l'âge de 28 ans, le 29 juillet. Il est remplacé par Randy Bradbury.
  - Les Sex Pistols se réunissent et sortent l'album Filthy Lucre Live.

## 1997
- Nouveaux groupes :
  - 1208
  - Yellowcard
- Séparation :
  - Glue Gun
- Albums :
  - 311 - Transistor
  - Autopilot Off - All Best Off EP
  - AFI - Shut Your Mouth and Open Your Eyes
  - The Ataris - Anywhere But Here
  - Blink-182 - Dude Ranch
  - The Bouncing Souls - Bouncing Souls, Hopeless Romantic
  - Catch 22 - Keasbey Nights
  - Green Day - Nimrod
  - Goldfinger - Hang-Ups
  - H2O - Thicker Than Water
  - Lagwagon - Double Plaidinum
  - Less than Jake - Greased
  - The Mighty Mighty Bosstones - Let's Face It
  - Anti-Flag - Die For The Government
  - Me First and the Gimme Gimmes - Have a Ball
  - MxPx - Life in General, Move To Bremerton EP
  - Millencolin - For Monkeys
  - NOFX - So Long and Thanks for All the Shoes
  - The Offspring - Ixnay on the Hombre
  - No Use for a Name - Making Friends
  - Pennywise - Full Circle
  - Reel Big Fish - Keep Your Receipt EP
  - Save Ferris - It Means Everything
- Événement :
  - The Mighty Mighty Bosstones, Reel Big Fish et Social Distortion participent au cinquième KROQ Weenie Roast annuel.

## 1998
- Nouveau groupe :
  - The Distillers
- Séparation :
  - Refused
- Albums :
  - Agnostic Front - Something's Gotta Give
  - Alkaline Trio - Goddamnit
  - Bad Religion - No Substance
  - The Bouncing Souls - Tie One On
  - Catch 22 - Keasbey Nights
  - Dropkick Murphys - Do Or Die
  - Fugazi - End Hits
  - Lagwagon - Let's Talk About Feelings
  - Less than Jake - Hello Rockview
  - The Living End - The Living End
  - Mad Caddies - Duck And Cover
  - Millencolin - Same Old Tunes (enregistré en 1994, disponible en 1998)
  - MxPx - Let It Happen
  - MxPx - Slowly Going the Way of the Buffalo
  - The Offspring - Americana
  - Propagandhi - Where Quantity Is Job #1
  - Rancid - Life Won't Wait
  - Refused - The Shape of Punk to Come
  - Social Distortion - Live at the Roxy
  - Unwritten Law - Unwritten Law
  - Zebrahead - Waste of Mind
- Événement :
  - La chanteuse du groupe Plasmatics, Wendy O. Williams, se suicide le 6 avril à l'âge de 49 ans.

## 1999
- Nouveaux groupes :
  - The Exit
  - Protest the Hero
  - Rise Against
  - Simple Plan
  - Transplants
- Albums :
  - 7 Seconds - Good to Go
  - AFI - All Hallow's EP, Black Sails in the Sunset
  - Agnostic Front - Riot! Riot! Upstart
  - Anti-Flag - A New Kind of Army
  - At the Drive-In - Vaya
  - The Ataris - Blue Skies, Broken Hearts...Next 12 Exits
  - Blink-182 - Enema of the State
  - The Bouncing Souls - Hopeless Romantic
  - Bowling for Soup - Rock On Honorable Ones!!!
  - Bus Station Loonies (en) - Mad Frank's Zonal Disco
  - Catch 22 - Washed Up!
  - Choking Victim - No Gods, No Managers
  - Consumed - Hit for Six
  - Death by Stereo - If Looks Could Kill I'd Watch You Die
  - Down by Law - Fly the Flag
  - Dropkick Murphys - The Gang's All Here
  - F-Minus - F-Minus
  - Face to Face - Ignorance is Bliss (en)
  - Fenix*Tx - Fenix*TX
  - Good Riddance - Operation Phoenix
  - Guttermouth - Gorgeous
  - H2O - F.T.T.W. (Finally Taste The Water)
  - Hi-Standard - Making the Road
  - The (International) Noise Conspiracy - The First Conspiracy
  - Less Than Jake - Pesto
  - Long Beach Dub Allstars - Right Back
  - Me First and the Gimme Gimmes - Are a Drag
  - MxPx - At the Show
  - Mike Ness - Cheating at Solitaire, Under the Influences
  - New Found Glory - Nothing Gold Can Stay
  - NOFX - The Decline (en)
  - No Use for a Name - More Betterness!
  - Pennywise - Straight Ahead
  - Rx Bandits - Halfway Between Here and There
  - Save Ferris - Modified (en)
  - Saves the Day - Through Being Cool
  - Joe Strummer - Rock Art and the X-Ray Style
  - Ten Foot Pole - Insider
  - Tiger Army - Tiger Army
  - Tilt - Viewers Like You
  - The Unseen - So This Is Freedom ?
  - Yellowcard - Where We Stand
- Événements :
  - Le guitariste de Bad Religion, Brett Gurewitz, et Greg Graffin retournent ensemble en studio pour enregistrer la chanson Believe It pour leur nouveau disque The New America. C'est la première fois que l'équipe collabore depuis 1995.
  - The Undertones se réunissent, avec Paul McLoone en remplacement de Feargal Sharkey qui refuse de participer.
  - Le batteur d'origine de TSOL, Todd Barnes, meurt le 6 décembre d'une rupture d'anévrisme, à l'âge de 34 ans.

## 2000
- Nouveau groupe :
  - Roger Miret and the Disasters
- Séparation :
  - Save Ferris
- Albums :
  - 98 Mute - Slow Motion Riot
  - The (International) Noise Conspiracy - Survival Sickness
  - AFI - The Art of Drowning
  - Alkaline Trio - The Alkaline Trio, Maybe I'll Catch Fire
  - ALL - Problematic
  - The Ataris - Let It Burn
  - At the Drive-In - Relationship of Command
  - Avail - One Wrench
  - Bad Religion - The New America
  - Blink-182 - The Mark, Tom, and Travis Show: The Enema Strikes Back
  - Bowling for Soup - Let's Do It for Johnny!
  - Catch 22 - Alone in a Crowd
  - The Distillers - The Distillers
  - Dropkick Murphys - Singles Collection
  - Dynamite Hack - Superfast
  - Face to Face - Reactionary
  - Green Day - Warning
  - Goldfinger - Stomping Groung
  - Ignite - Place Called Home
  - Lagwagon - Let's Talk About Leftovers
  - Less than Jake - Borders and Boundaries
  - The Living End - Roll On
  - Midtown - Save The World,Lose The Girl
  - The Mighty Mighty Bosstones - Pay Attention
  - Millencolin - Pennybridge Pioneers
  - Mr. T Experience - Miracle of Shame
  - MxPx - The Ever Passing Moment
  - Nerf Herder - How to Meet Girls
  - NOFX - Bottles to the Ground, Pump Up the Valuum
  - The Offspring - Conspiracy of One
  - Pennywise - Live At The Key Club
  - Rancid - Rancid (Skull Cover)
  - Shutdown - Few and Far Between
  - Sum 41 - Half Hour of Power
  - Thrice - Identity Crisis
  - Thursday - Waiting
  - Vürst Trubetsky & J.M.K.E. - Rotipüüdja
- Événement :
  - Le guitariste de Social Distortion, Dennis Danell, meurt d'une rupture d'anévrisme cérébral à l'âge de 38 ans. Social Distortion se reforme quelques mois plus tard avec un nouveau guitariste, Jonny Wickersham.

## 2001
- Séparation :
  - At the Drive-In
- Albums :
  - 311 - From Chaos
  - Agnostic Front - Dead Yuppies
  - Alkaline Trio - From Here to Infirmary
  - ALL/Descendents - Live plus one
  - Anti-Flag - Their System Doesn't Work For You, Underground Network
  - The Ataris - End Is Forever
  - Blink-182 - Take Off Your Pants And Jacket
  - The Bouncing Souls - How I Spent My Summer Vacation
  - The Business - No Mercy For You
  - The Damned - Grave Disorder
  - Death By Stereo - Day of the Death
  - Dropkick Murphys - Sing Loud, Sing Proud
  - F-Minus - Suburban Blight
  - Face to Face - Standards & Practices, We Love Gas
  - Fenix*Tx - Lechuza
  - Finch - Falling Into Place E.P.
  - The Fleshies - Kill the Dreamer's Dream
  - Lars Frederiksen and the Bastards - Lars Frederiksen and the Bastards
  - Fugazi - The Argument
  - Green Day - International Superhits!
  - Good Riddance - Symptoms of a Leveling Spirit
  - Guttermouth - Covered With Ants
  - H2O - Go
  - Ignite - Still Screaming For Change
  - The (International) Noise Conspiracy - A New Morning, Changing Weather
  - Leftöver Crack - Mediocre Generica
  - Me First and the Gimme Gimmes - Blow in the Wind, Turn Japanese (EP)
  - Millencolin - The Melancholy Collection
  - Millencolin - No Cigar
  - MxPx - The Renaissance
  - Nerf Herder - My E.P.
  - No Use for a Name - Live in a Dive
  - Pennywise - Land of the Free?
  - Propagandhi - Today's Empires, Tomorrow's Ashes
  - Rise Against - The Unraveling
  - Rx Bandits - Progress
  - Saves the Day - Stay What You Are
  - Starting Line - With Hopes Of Starting Over E.P.
  - Joe Strummer and the Mescaleros - Global a Go-Go
  - Sum 41 - All Killer, No Filler
  - Tiger Army - II: Power of Moonlite
  - Tilt - Been Where? Did What?
  - The Unseen - The Anger & The Truth
  - Useless ID - Bad Story Happy Ending
  - Vendetta Red - White Knuckled Substance
  - Vennaskond - News from Nowhere
- Événements :
  - Après des années sur le label de major Atlantic Records, les Bad Religion reviennent vers leur précédent label indépendant, Epitaph. Le batteur Bobby Schayer quitte le groupe ; il est remplacé par l'ancien batteur des Suicidal Tendencies, Brooks Wackerman.
  - Les Bus Station Loonies britanniques créent un nouveau record mondial en jouant 25 concerts séparés en 12 heures. L'événement permet de lever des fonds pour acheter de l'équipement pour la thérapie par la musique dans une école spécialisée.
  - Jism, leader du groupe Ism, est condamné à 5 à 10 ans de prison, dans la prison d'État de New York.
  - Joey Ramone, le leader des Ramones meurt le 5 avril d'un lymphome, à 49 ans.
  - Green Day et Blink-182 se réunissent pour jouer dans la tournée « Pop Disaster ».

## 2002
- Nouveau groupe :
  - Plan of Attack
- Séparation :
  - Fenix*Tx
- Albums :
  - 1208 - Feedback Is Payback
  - Agnostic Front - Working Class Heroes
  - Anti-Flag - Mobilize
  - Authority Zero - Passage In Time
  - Bad Religion - The Process of Belief'
  - The Bouncing Souls - Bad, The Worse, And The Out-Of-Print
  - D.I. - Caseyology
  - The Distillers - Sing Sing Death House
  - The Exit - New Beat
  - Face to Face - How to Ruin Everything
  - Green Day - Shenanigans
  - Guttermouth - Gusto!
  - Home Grown - Kings of Pop
  - Less than Jake - Goodbye Blue & White
  - The Mighty Mighty Bosstones - A Jackknife to a Swan
  - Millencolin - Home From Home
  - MxPx - Ten Years And Running
  - Nerf Herder - American Cheese
  - NOFX - 45 or 46 Songs That Weren't Good Enough to Go on Our Other Records
  - No Use for a Name - Hard Rock Bottom
  - Protest the Hero - A Calculated Use of Sound
  - Joey Ramone - Don't Worry About Me
  - Roger Miret and the Disasters - Roger Miret and the Disasters
  - Transplants - Transplants
  - Unwritten Law - Elva
- Événements :
  - Les D.I. se reforment.
  - Le guitariste, chanteur et fondateur de The Clash, Joe Strummer, meurt le  22 décembre à l'âge de 50 ans, d'un infarctus du myocarde.
  - Dee Dee Ramone, le bassiste des Ramones, meurt le 5 juin, à l'âge de 49 ans, d'intoxication à l'héroïne.
  - Les Ramones et les Talking Heads deviennent les premiers groupes de punk à entrer au Rock and Roll Hall of Fame à Cleveland dans l'Ohio.

## 2003
- Séparations :
  - Face to Face
  - Box Car Racer
  - Albums :
  - AFI - Sing the Sorrow
  - Alkaline Trio - Good Mourning
  - Anti-Flag - The Terror State
  - The Ataris - So Long, Astoria
  - Blink-182 - (untitled)
  - The Bouncing Souls - Anchors Aweigh
  - Brand New - Deja Entendu
  - Buzzcocks - Buzzcocks
  - Catch 22 - Dinosaur Sounds
  - D.I. - Best of D.I.
  - Death By Stereo - Into the Valley of the Death
  - Dropkick Murphys - Blackout
  - The Distillers - Coral Fang
  - The Exploding Hearts - Guitar Romantic
  - Lagwagon - Blaze
  - Less than Jake - Anthem
  - The Living End - MODERN ARTillery
  - Me First and the Gimme Gimmes - Take a Break
  - MxPx - Before Everything and After
  - NOFX - Regaining Unconsciousness, War on Errorism
  - The Offspring - Splinter
  - Pennywise - From the Ashes
  - Rancid - Indestructible
  - Rise Against - Revolutions Per Minute
  - Rx Bandits - Resignation
  - Starting Line - Make Yourself at Home E.P.
  - Story of the Year - Page Avenue
  - Joe Strummer - Streetcore
  - Thrice - The Artist in the Ambulance
  - The Undertones - Get What You Need
  - The Unseen - Explode
  - Unwritten Law - Music in High Places
  - Yellowcard - Ocean Avenue
- Événements :
  - Le guitariste de Bad Religion, Brett Gurewitz, forme un groupe indus/electro, Error.
  - The Clash entrent au Rock and Roll Hall of Fame.
  - Social Distortion se reforme.
  - Adam Cox, Matt Fitzgerald et Jeremy Gage des Exploding Hearts sont tués dans un accident de la route.

## 2004
- Nouveaux groupes :
  - Starving Millionaires
  - Romanes
- Séparation :
  - The Movielife
- Albums :
  - 1208 - Turn of the Screw
  - Alkaline Trio - BYO Split Series Vol. V
  - Authority Zero - Andiamó
  - Bad Religion - The Empire Strikes First
  - Bowling for Soup - Hangover You Don't Deserve
  - The Briefs - Sex Objects
  - Descendents - Cool To Be You, 'Merican
  - Dropkick Murphys - Tessie E.P.
  - Error - Error
  - Green Day - American Idiot
  - Guttermouth - Eat Your Face
  - The Hives - Tyrannosaurus Hives
  - The Exit - Home for an Island
  - The Flowers of Romance - Sue Catwoman (Groupe différent de celui formé en 1976.)
  - Hazen Street - Hazen Street
  - Jello Biafra et les Melvins - Never Breathe What You Can't See
  - Lars Frederiksen and the Bastards - Viking
  - Leftöver Crack - Fuck World Trade
  - Less than Jake - B Is for B-sides
  - Me First and the Gimme Gimmes - Ruin Jonny's Bar Mitzvah
  - Midtown - Forget What You Know
  - Pepper - In With the Old
  - Simple Plan - Still Not Getting Any...
  - Rise Against - Siren Song of the Counter Culture
  - SNFU - In The Meantime And In Between Time
  - Social Distortion - Sex, Love and Rock 'n' Roll
  - Sugarcult - Palm Trees and Power Lines (en)
  - Sum 41 - Chuck
  - A Wilhelm Scream - Mute Print
- Événements :
  - Le bassiste des Dead Milkmen Dave Schulthise se suicide le 10 mars.
  - Le guitariste de Richard Hell et The Voidoids, Robert Quine, meurt le 31 mai à l'âge de 61 ans.
  - Johnny Ramone, guitariste des Ramones, meurt le 15 septembre d'un cancer, à l'âge de 55 ans.
  - Le guitariste des Nils Alex Soria meurt le 13 décembre à l'âge de 39 ans.
  - Le bassiste de Social Distortion, John Maurer, quitte le groupe après 20 ans de service et Matt Freeman, de Rancid, le remplace.

## 2005
- Nouveau groupe :
  - +44
  - Hit or Kill
- Séparations :
  - Tsunami Bomb
  - Wizo
  - Million dead
  - Mclusky
  - Descendents
- Albums :
  - Alkaline Trio - Crimson
  - American Hi-Fi - Hearts on Parade
  - The Aquabats - Charge!!
  - The Ataris - Welcome the Night
  - Bowling for Soup - Goes To The Movies
  - Dropkick Murphys - Singles Collection, Vol. 2, The Warrior's Code
  - The Epoxies - Stop The Future
  - Green Day - Bullet in a Bible (CD+DVD)
  - Goldfinger - Disconnection Notice
  - Jello Biafra et Melvins - Sieg Howdy!
  - Lagwagon - Live In A Dive, Resolve
  - Millencolin - Kingwood
  - MxPx - Panic
  - No Use for a Name - Keep Them Confused
  - Pennywise - The Fuse
  - Propagandhi - Potemkin City Limits
  - Roger Miret and the Disasters - 1984
  - Transplants - Haunted Cities
  - The Unseen - State of Discontent
  - Unwritten Law - Here's to the Mourning
  - A Wilhelm Scream - Ruiner
- Événement :
  - L'ancien chanteur du groupe The Vandals, Stevo (Steve Jensen), meurt le 20 août à l'âge de 46 ans.

## 2006
- Séparations :
  - Mest
  - The Suicide Machines
  - Sleater-Kinney
- Albums :
  - +44 - When Your Heart Stops Beating
  - Angels and Airwaves - We Don't Need to Whisper
  - AFI  - Decemberunderground
  - A Global Threat - Where The Sun Never Sets
  - Anti-Flag - For Blood and Empire
  - The Aquabats - Charge!! Anniversary Edition
  - Bérurier Noir - Invisible
  - Bigwig - Reclamation
  - Billy Talent - Billy Talent II
  - The Bouncing Souls - The Gold Record
  - Bracket - Requiem
  - Catch 22 - Permanent Revolution
  - Fucked Up - Hidden World
  - Ignite - Our Darkest Days
  - Less than Jake - In With the Out Crowd
  - Me First and the Gimme Gimmes - Love Their Country
  - Mercy Killers - Bloodlove
  - My Chemical Romance - The Black Parade
  - New Found Glory - Coming Home (en)
  - NOFX - Never Trust a Hippy E.P., Wolves in Wolves' Clothing
  - Orange - Welcome to the world of ... 
  - Plain White T's - Every Second Counts
  - Rise Against - The Sufferer and the Witness
  - Sick of It All - Death to Tyrants
  - Strike Anywhere - Dead FM
  - Sugarcult - Lights Out
  - The Decay - Back When Things Made Sense
  - Tim Armstrong - A Poet's Life
- Événements :
  - L'album Decemberunderground du groupe AFI est numéro 1 au Billboard 200.
  - Dave Baksh quitte Sum 41.
  - Les Gorilla Biscuits se reforment pour une série de concerts après 15 ans de séparation.

## 2007
- Albums :
  - Bad Religion - New Maps of Hell
  - NOFX - They've Actually Gotten Worse Live!
  - Sum 41 - Underclass Hero
  - The Used - Lies for the Liars
  - Yellowcard - Paper Walls
  - Big D and the Kids Table - Strictly Rude
  - Big D and the Kids Table & Brain Failure - Beijing To Boston

## 2008
- Albums :
  - The Offspring - Rise and Fall, Rage and Grace
  - Rancid - B Sides and C Sides
  - Rise Against - Appeal to Reason

## 2009
- Albums :
  - Green Day - 21st Century Breakdown
  - NOFX - Coaster
  - The Used - Artwork
  - Big D and the Kids Table - Fluent In Stroll
- Événement :
  - Ron Asheton, le guitariste des Stooges, meurt le 6 janvier à l'âge de 60 ans.
  - Le chanteur des Cramps, Lux Interior, décède le 4 février à 62 ans.

## 2010
- Événement :
  - Malcolm McLaren, l'ancien manager des New York Dolls et des Sex Pistols, s'éteint le 8 avril à l'âge de 64 ans.